# Rabona

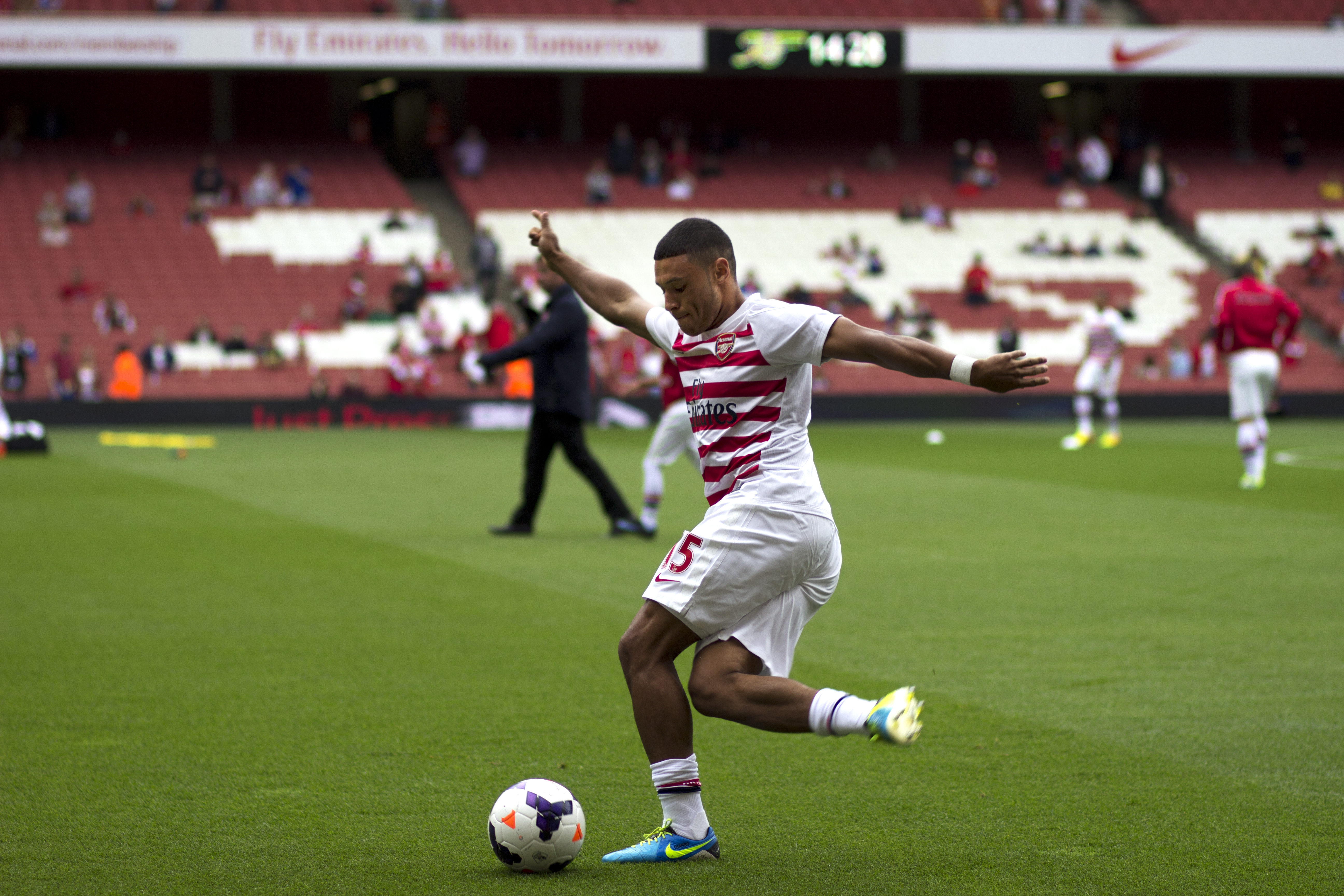
Alex Oxlade-Chamberlain zeigt eine Rabona.

Rabona ist ein Begriff aus dem Fußballsport und bezeichnet einen Schuss, eine Flanke oder einen Pass, der durch Überkreuzen der Beine ausgeführt wird. Dabei bewegt sich das Schussbein hinter dem Standbein gegen den Ball.
Ein Vorteil kann der Überraschungseffekt sein. Außerdem wird der Ball dabei durch das Standbein gegenüber dem verteidigenden Gegenspieler abgedeckt. Aufgrund ihrer hohen technischen Anforderungen insbesondere bei hohem Lauftempo wird diese Schusstechnik selten angewandt und gilt eher als Kabinettstück.

## Geschichte

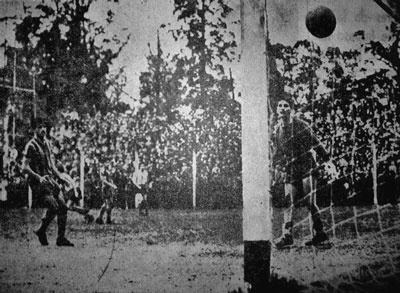
Das Tor von Infante nach der Rabona.

Der Begriff entstammt dem Wortspiel einer argentinischen Sportzeitung: Als im September 1948 Ricardo Infante für die Estudiantes de La Plata ein solches Tor gelang, untertitelte das Magazin El Gráfico einen Cartoon zu dem Trick, der leider nicht fotografisch festgehalten worden war: „El Infante que se hizo la rabona“ (Der Infante, der ‚eine Rabona gemacht hat‘). ‚Hacer la Rabona‘, eigentlich: „sich als Marketenderin einer Armee anschließen“, hatte im argentinischen Unterschichtenjargon, dem Lunfardo, die Bedeutung: sich davonmachen, (Schule) schwänzen. Aus dem Nachnamen des damals noch jungen Spielers (Infante bedeutet ‚Kleinkind‘) und dem Vereinsnamen (die Estudiantes sind die ‚Schüler‘ bzw. ‚Studenten‘) wurde dann das Wortspiel für jemanden, der etwas Freches, Unerlaubtes probiert.
Als erster Spieler, der die Rabona in Europa anwandte – damals dort noch „Überkreuzschuss“ (incrociata) genannt –, gilt der Italiener Giovanni Roccotelli, der ab 1976 für Ascoli Calcio den Trick anwandte und später auch derartige Tore erzielte. Dave de Jong erzielte beim DFB-Pokal-Spiel des VfL Osnabrück gegen die SpVgg Greuther Fürth am 21. August 2005 den 2:2-Ausgleich mittels eines Rabona-Tores. Am 23. Oktober 2014 gelang Erik Lamela für Tottenham Hotspur ein Rabona-Treffer aus 16 Metern Torentfernung im Europa-League-Spiel gegen Asteras Tripolis, 2021 erzielte Lamela in der Premier League gegen Arsenal erneut ein Rabona-Tor, das später mit dem FIFA-Puskás-Preis für das schönste Tor des Jahres ausgezeichnet wurde. 
Dennis Mast gelang mit einem Rabona das Tor des Monats November 2014 im Spiel Arminia Bielefeld gegen den SV Wehen Wiesbaden. Ebenfalls für Arminia Bielefeld bereitete Patrick Wimmer mit einer Rabona-Flanke das von Alessandro Schöpf mit der Brust erzielte Tor zum 0:2-Endstand im Auswärtsspiel der Fußball-Bundesliga im Januar 2022 bei Eintracht Frankfurt vor.

## Tango
Im Tango ist Rabona die Bezeichnung für einen synkopierten Überkreuzschritt. Der Name wurde aus dem Fußball übernommen.